# グルコース-1-デヒドロゲナーゼ
グルコース-1-デヒドロゲナーゼ（glucose 1-dehydrogenase; EC 1.1.1.47）は、以下の化学反応を触媒する酵素である。
β-D-グルコース + NAD(P)+ {\displaystyle \rightleftharpoons } D-グルコノ-1,5-ラクトン + NAD(P)H + H+
すなわち、3種2つの基質β-D-グルコース、ニコチンアミドアデニンジヌクレオチド (NAD)ないしはニコチンアミドアデニンジヌクレオチドリン酸(NADP)が関与して、3つの生成物としてD-グルコノ-1,5-ラクトン、NAD(P)H、H+へと導く。
この酵素の組織名はβ-D-グルコース:NAD(P)+ 1-オキシドレダクターゼ (β-D-glucose:NAD(P)+ 1-oxidoreductase)であり 、D-グルコース デヒドロゲナーゼ (NAD(P)+)(D-glucose dehydrogenase (NAD(P)+))やヘキソースホスフェートデヒドロゲナーゼ(hexose phosphate dehydrogenase)とも呼ばれる。
この酵素は酸化還元酵素に属し、特異的に電子供与体のCH-OH基に作用し、NAD+もしくはNADP+を電子受容体とする。この酵素はペントースリン酸経路に関連している。
この酵素は哺乳類(ウシ・ヒツジ・イヌ・ネコなど)の肝臓に見られる。細菌由来のグルコース-1-デヒドロゲナーゼ(NADP)(EC 1.1.1.119)と異なり、NAD+もNADP+も基質とする。D-キシロースにも25%程度の活性で作用するがそれ以外の天然由来のヘキソース・ペントースにはほとんど作用しない。

## 構造研究
2007年9月の段階において、このクラスの酵素の三次構造は次のものが決定されている。PDBアクセスコードを次に示す。
1G6K, 1GCO, 1GEE, 1RWB, 1SPX, 2B5V, 2B5W, 2CD9, 2CDA

## References
1. ↑  八杉龍一ら（編）、「グルコース脱水素酵素」、『岩波理化学辞典』、第4版 CD-ROM版、岩波書店、1998年。

- IUBMB entry for 1.1.1.47（英語）
- BRENDA references for 1.1.1.47 （英語）
- PubMed references for 1.1.1.47（英語）
- PubMed Central references for 1.1.1.47（英語）
- Google Scholar references for 1.1.1.47（英語）
- K, Rick W, Staudinger HJ (1975). “[A glucose dehydrogenase for the determination of glucose concentrations in body fluids (author's transl)]”. Z. Klin. Chem. Klin. Biochem. 13:  101–7. PMID 810982.
- Brink NG (1953). “Beef liver glucose dehydrogenase. 1. Purification and properties”. Acta Chem. Scand. 7:  1081–1089.
- Pauly HE and Pfleiderer G (1976). “D-Glucose dehydrogenase from Bacillus megaterium M 1286: purification, properties and structure”. Hoppe-Seyler's Z. Physiol. Chem. 356:  1613–1623.
- STRECKER HJ, KORKES S (1952). “Glucose dehydrogenase”. J. Biol. Chem. 196:  769–84. PMID 12981017.
- Thompson RE, Carper WR (1970). “Glucose dehydrogenase from pig liver. I. Isolation and purification”. Biochim. Biophys. Acta. 198:  397–406. PMID 4392298.